# 1270年代
1270年代（せんにひゃくななじゅうねんだい）は、西暦（ユリウス暦）1270年から1279年までの10年間を指す十年紀。

## できごと

### 1271年
- クビライが大都を首都と定め、国号を大元（元）と称した。

### 1272年
- 二月騒動

### 1273年
- 南宋の重要拠点、襄陽が元軍に降伏。

### 1274年
- 文永の役。

### 1275年
- 北条時宗が元のクビライが送った使者を鎌倉で斬る。

### 1276年
- 博多湾に沿って防塁を築く。
- 元が南宋の首都臨安（杭州）を陥落させる。

### 1279年
- 元が南宋を涯山の戦いで滅ぼし、150年ぶりに中国を統一する。
- 北条時宗が元のクビライが送った使者を再度斬首する。